# フィリッポ・ファルコ
フィリッポ・ファルコ（イタリア語: Filippo Falco、1992年2月11日 - ）は、イタリアのサッカー選手。ポジションはミッドフィールダー。

## クラブ歴

### レッチェ
プルサーノ生まれ。ASバーリの下部組織でサッカーを始めたが、2008年に放出された。その後同じくプッリャ州に本拠地を置くUSレッチェの下部組織に加入。2009-10シーズンと翌シーズンにはリザーブチームのメンバーに登録された。2010年11月24日にはコッパ・イタリアでイグナシオ・ピアッティに代わって投入されトップチームデビューを果たした。

#### パヴィーア
2011年8月11日にセリエCのACパヴィーアにチームメイトのファビオ・ロメオとともに1シーズンの期限付き移籍。9月4日に移籍後初出場。同月11日の試合で自身初のフル出場とプロ初得点を決めた。16位でシーズンを終えたパヴィーアは降格プレーオフに出場する事となったが、彼は両試合ともフル出場をし、クラブの得点ランキング1位タイの結果を残して期限付き移籍を満了した。

#### レッチェ復帰
2012-13シーズンはセリエCに降格したレッチェに復帰。8月12日にコッパ・イタリアで復帰後初出場。9月30日に復帰後初得点。チームは2位でシーズンを終えたが昇格プレーオフで敗北しセリエB昇格とはならなかった。

#### レッジーナ
しかし彼は、2013年9月2日にセリエBのレッジーナ1914に1シーズンの期限付き移籍。10月25日の試合でアレッサンドロ・スバッフォに代わって投入されセリエB初出場。11月1日には移籍後初めてスターティングメンバーとなった。しかし他には12月13日の試合に出場したのみの合計3試合無得点のまま、2014年1月に期限付き移籍は打ち切られた。

### ユーヴェ・スタビア
2014年1月20日に同じくセリエBのSSユーヴェ・スタビアに半年の期限付き移籍。25日の試合でフル出場し移籍後初出場を記録した。2月1日の試合で移籍後初得点およびセリエB初得点を記録した。半年の在籍ながら11試合1得点2アシストの記録を残した。

#### トラーパニ
2014年7月11日、セリエBのトラーパニ・カルチョに1シーズンの期限付き移籍。8月17日のコッパ・イタリアでシモーネ・バッソに代わって途中出場し移籍後初出場。12月20日に移籍後初得点を記録した。1シーズンで34試合2得点12アシストを記録した。

### ボローニャ
2015年8月18日、買取義務つきの期限付き移籍でセリエAのボローニャFCに加入。同月29日の試合でフル出場しセリエA初出場。2016年初めにボローニャに完全移籍した。

#### チェゼーナ
しかし2016年2月1日にセリエBのACチェゼーナに半年の期限付き移籍。同月7日に移籍後初出場を記録した。13日には移籍後初得点を決めた。半年で13試合4得点1アシストの結果を残した。

#### ベネヴェント
同年7月13日にセリエBのベネヴェント・カルチョに1シーズンの期限付き移籍。8月7日に移籍後初出場。9月4日の試合で移籍後初のフル出場および初得点を記録した。合計36試合6得点6アシストを記録し、クラブの昇格に貢献した。

#### ペルージャ
2017年8月29日にセリエBのペルージャ・カルチョに半年の期限付き移籍。9月3日に移籍後初出場を記録。12月4日に移籍後初得点を記録した 。9試合1得点1アシストの結果に終わった。

### ペスカーラ
2018年1月19日にセリエBのデルフィーノ・ペスカーラ1936に半年の期限付き移籍。2月24日に移籍後初出場。8試合無得点に終わった。

### レッチェ再復帰
2018年7月4日にセリエBのレッチェに完全移籍で復帰。8月7日に移籍後初出場を記録した。同シーズン末にレッチェはセリエAに昇格、自身も2019年11月3日にセリエA初得点をフリーキックから決めたが、1シーズンで降格した。

### レッドスター・ベオグラード
2021年1月29日にセルビア・スーペルリーガのレッドスター・ベオグラードに完全移籍。2月13日に移籍後初出場、3月30日に移籍後初得点を記録した。

## 代表歴
U-20代表として2012年4月18日に行われた試合に出場した。